# Gordon Wolf
Gordon Wolf (* 17. Januar 1990) ist ein deutscher Diskuswerfer.
Bei den Leichtathletik-Juniorenweltmeisterschaften 2008 in Bydgoszcz gewann er mit persönlicher Bestweite von 62,00 m überraschend den Titel. Ein Jahr später holte er bei Leichtathletik-Junioreneuropameisterschaften in Novi Sad mit 63,02 m die Silbermedaille hinter dem Ukrainer Mykyta Nesterenko.
Gordon Wolf startet für den SC Potsdam und wird von Jürgen Schult trainiert.
Seit September 2010 befindet er sich in der Ausbildung zum Polizeivollzugsbeamten bei der Bundespolizei. Der Polizeimeisteranwärter ist Angehöriger der Bundespolizeisportschule Kienbaum, der Spitzensportfördereinrichtung der Bundespolizei für Sommer- und Ganzjahressportarten.